# Czesława Kwoka
Czesława Kwoka (Wólka Złojecka, Polonia, 15 de agosto de 1928 - Auschwitz, 12 de marzo de 1943) fue una niña católica polaca que murió en el campo de concentración de Auschwitz a la edad de 14 años.

## Historia

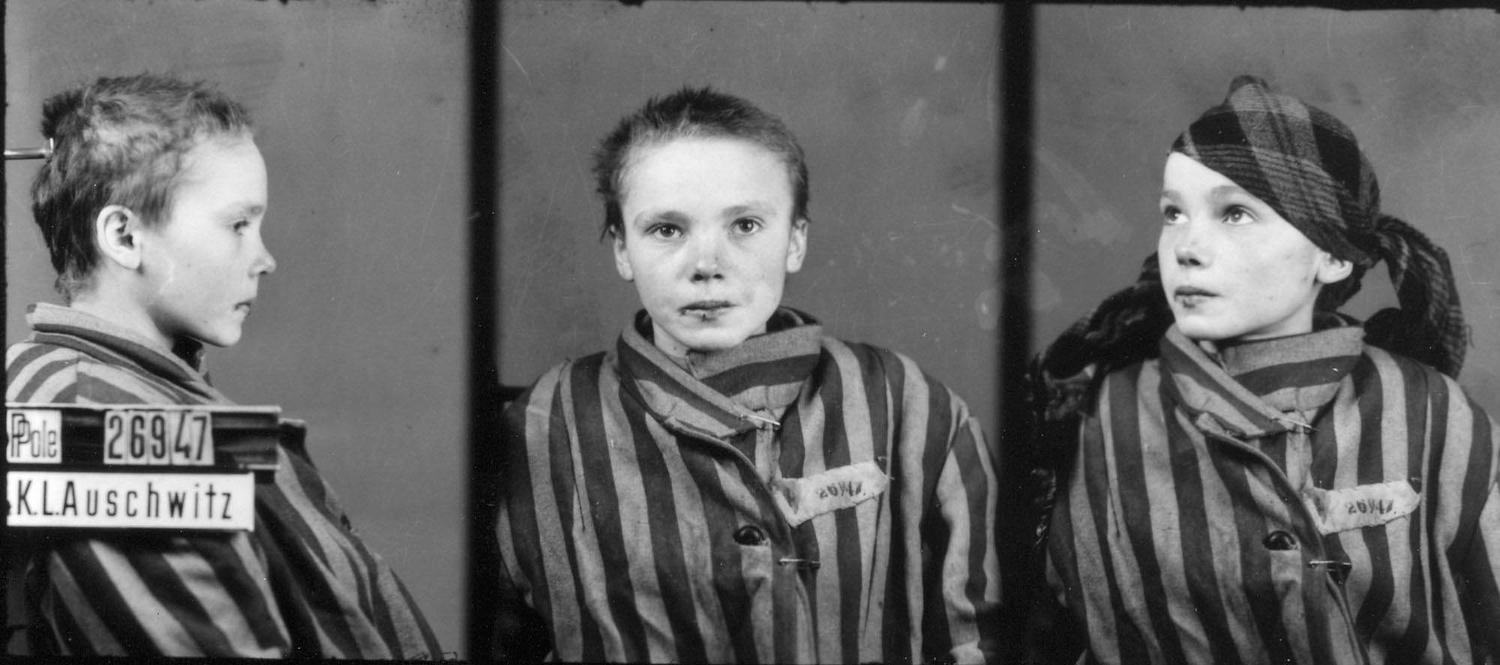
Ella fotografiada en Auschwitz por Wilhelm Brasse.

Ella fue uno de los millones de niños víctimas de los crímenes alemanes de la Segunda Guerra Mundial contra los polacos. Murió en Auschwitz-Birkenau (Polonia) y es uno de los inmortalizados en la exposición de Auschwitz-Birkenau State Museum, llamada Bloque N°6: Exposición: La vida de los prisioneros.
Las fotografías de Kwoka y otras, tomadas por el "famoso fotógrafo de Auschwitz", Wilhelm Brasse, entre los años 1940 y 1945, están representadas en ese monumental museo fotográfico. En el año 2005, la televisión emitió un documental sobre Brasse, lo que lo convirtió en un foco de entrevistas relacionadas con la historia fotográfica (captadas en ese campo de concentración nazi); producto de ello, se editaron varios artículos y libros.
Las fotografías de Kwoka, en particular, inspiraron la creación de la pintura Czeslawa Kwoka (2007), que ilustra una obra literaria premiada; en sus versos, intenta transportar su imagen y la voz en nuestras vidas.
Czesława Kwoka fue una de los 230.000 niños y jóvenes menores de 18 años, entre 1.300.000 personas, que fueron deportados a Auschwitz-Birkenau entre los años 1940 y 1945.